# Paramecolabus obliquus
Paramecolabus obliquus is een keversoort uit de familie bladrolkevers (Attelabidae). De wetenschappelijke naam van de soort werd in 1908 gepubliceerd door Karl Maria Heller.